# North Thompson Islands Park
North Thompson Islands Park är en park i Kanada.   Den ligger i provinsen British Columbia, i den centrala delen av landet, 3 300 km väster om huvudstaden Ottawa. North Thompson Islands Park ligger 385 meter över havet.
Terrängen runt North Thompson Islands Park är kuperad västerut, men österut är den bergig. North Thompson Islands Park ligger nere i en dal som går i nord-sydlig riktning. Runt North Thompson Islands Park är det mycket glesbefolkat, med 2 invånare per kvadratkilometer.. 
I omgivningarna runt North Thompson Islands Park växer i huvudsak barrskog.